# Архангельская епархия
Арха́нгельская епа́рхия — епархия Русской православной церкви, объединяющая приходы и монастыри в средней части Архангельской области (в границах городов областного значения Архангельск, Новодвинск и Северодвинск, а также Пинежского, Приморского и Холмогорского районов). Входит в состав Архангельской митрополии.
Правящий архиерей — митрополит Корнилий (Синяев).
В епархии 104 прихода. Духовенство состоит из 132 клириков и монашествующих (в сане).
Кафедральный собор — Михаило-Архангельский (с октября 2022 года).

## История
Холмогорская и Важская епархия учреждена постановлением Собора 1682 года, в её состав вошла северо-восточная часть территории Новгородской митрополии, города Холмогоры и Архангельск с уездами, Кевроль, Мезень, Кола, Пустозерск, Вага, четверти Важского присуда с Устьяновскими волостями, Соловецкий монастырь.
Первоначально кафедра находилась в Холмогорах (1682—1762 гг.); первый глава епархии — Афанасий (Любимов) (март 1682 года — сентябрь 1702).
С 1732 года епархия переименована: «Архангелогородская и Холмогорская».
В 1762 года архиерейская кафедра и органы епархиального управления были окончательно перенесены в Архангельск (с 1702 — воеводский, с 1708 — губернский город).
По штатам 1764 года епархии присвоено 8-е место среди 15 епархий III класса.
В период хрущёвской антирелигиозной кампании архиепископ Никандр 6 марта 1961 года под давлением местного Уполномоченного Совета по делам Русской православной церкви подписал циркуляр № 198, которым полностью запретил колокольный звон во всех храмах епархии, причём это распоряжение было исполнено. Сменивший архиепископа Никандра Никон (Фомичёв) в 1967 году подал жалобу, но запрет видимо был оставлен в силе (с некоторыми оговорками). Однако запрет на колокольный звон сохранялся более 20 лет. В январе 1987 года Председатель Совета по делам религий при Совете министров СССР К. М. Харчев писал, что в Архангельской области колокольный звон запрещён, после чего колокольный звон разрешили.
В 1980-е годы духовенство Архангельской епархии почти полностью состояло из украинцев (в том числе с Западной Украины). Например, в 1989 году из 43 священнослужителей епархии украинцами были 34.
6 октября 1995 года по решению Священного Синода из состава епархии выделена Сыктывкарская епархия, а 27 декабря — Мурманская епархия, после чего именовалась Архангельской и Холмогорской.
27 декабря 2011 года из состава епархии были выделены Котласская и Нарьян-Марская епархии, вместе с которыми Архангельская епархия вошла в состав новообразованной Архангельской митрополии.
9 марта 2017 года из состава епархии была выделена Плесецкая епархия.

## Названия
- Холмогорская и Важская (18 марта 1682 — 16 июня 1731)
- Архангелогородская и Холмогорская (16 июня 1731 — 15 марта 1787)
- Архангельская и Олонецкая (15 марта 1787 — 16 октября 1799)
- Архангельская и Холмогорская (16 октября 1799 — 26 июня 1985)
- Архангельская и Мурманская (26 июня 1985 — 27 декабря 1995)
- Архангельская и Холмогорская (27 декабря 1995 — 27 декабря 2011)
- Архангельская (с 28 декабря 2011)

## Правящие архиереи
- Афанасий (Любимов) (18 марта 1682 — 6 сентября 1702)
- Парфений (Небоза) (3 декабря 1703 — 2 января 1704) скончался, не успев прибыть на кафедру
- Сильвестр (Крайский) (11 марта 1705 — сентябрь 1707)
- Рафаил (Краснопольский) (21 марта 1708 — 5 ноября 1711)
- Варнава (Волатковский) (24 августа 1712 — 8 октября 1730)
- Герман (Копцевич) (2 мая 1731 — 25 июля 1735)
- Аарон (28 декабря 1735 — 7 мая 1738)
- Савва (Шпаковский) (18 февраля 1739 — 30 июня 1740)
- Варсонофий (Щеныков) (13 июля 1740 — 8 ноября 1759)
- Иоасаф (Лисянский) (2 декабря 1761 — 1 мая 1769)
- Антоний (Герасимов-Зыбелин) (10 октября 1770 — 9 июля 1773)
- Арсений (Верещагин) (22 декабря 1773 — 1 апреля 1775)
- Вениамин (Краснопевков-Румовский) (1 апреля 1775 — 26 октября 1798)
- Аполлос (Байбаков) (26 октября 1798 — 14 мая 1801)
- Евлампий (Введенский) (29 июня 1801 — 16 апреля 1809)
- Парфений (Петров) (6 июня 1809 — 22 июля 1819)
- Иосиф (Величковский) (9 ноября 1819 — 3 июля 1821)
- Неофит (Докучаев-Платонов) (15 августа 1821 — 8 июня 1825)
- Аарон (Нарциссов) (14 февраля 1826 — 16 августа 1830)
- Георгий (Ящуржинский) (16 августа 1830 — 30 июня 1845)
- Варлаам (Успенский) (30 июня 1845 — 4 декабря 1854)
- Антоний (Павлинский) (18 декабря 1854 — 20 июля 1857)
- Александр (Павлович) (17 ноября 1857 — 13 сентября 1860)
- Нафанаил (Савченко) (13 сентября 1860 — 16 августа 1871)
- Ювеналий (Карюков) (17 августа 1871 — 25 декабря 1876)
- Макарий (Миролюбов) (25 декабря 1876 — 23 мая 1879)
- Нафанаил (Соборов) (23 мая 1879 — 6 марта 1882)
- Серапион (Маевский) (6 марта 1882 — 16 февраля 1885)
- Нафанаил (Соборов) (16 февраля 1885 — 3 июня 1890)
- Александр (Закке-Заккис) (3 июня 1890 — 16 апреля 1893)
- Сергий (Соколов) (30 сентября 1892 — январь 1893) епископ Новгород-Северский; откомандирован в Архангельск в связи с болезнью еп. Александра
- Никанор (Каменский) (16 апреля 1893 — 10 февраля 1896)
- Иоанникий (Надеждин) (10 февраля 1896 — 7 февраля 1901)
- Иоанникий (Казанский) (7 февраля 1901 — 31 октября 1908)
- Михей (Алексеев) (31 октября 1908 — 17 апреля 1912)
- Нафанаил (Троицкий) (17 апреля 1912 — 1921)
- Антоний (Быстров) (март 1921 — 11 августа 1931)
  - Софроний (Арефьев) (1924 — 27 декабря 1927) в/у
- Аполлос (Ржаницын) (11 августа 1931 — январь 1933)
- Никифор (Никольский) (январь — 19 октября 1933)
- Никон (Пурлевский) (1 ноября 1933 — 5 июня 1937)
- Иоанн (Соколов) (5 июня 1937 — ноябрь 1941)
  - 1941—1944 — кафедра вдовствовала
- Михаил (Постников) (12 февраля — 6 мая 1944) от назначения отказался
- Леонтий (Смирнов) (6 мая 1944 — 22 января 1953)
- Гавриил (Огородников) (28 января — 24 июля 1953) в/у, епископ Вологодский и Череповецкий
- Феодосий (Ковернинский) (16 ноября 1953 — 17 февраля 1956)
- Никандр (Викторов) (8 марта 1956 — 16 марта 1961)
- Иннокентий (Зельницкий) (16 марта 1961 — 16 ноября 1962)
- Поликарп (Приймак) (16 ноября 1962 — 27 января 1966)
- Никон (Фомичёв) (27 января 1966 — 11 июня 1977)
- Исидор (Кириченко) (19 июня 1977 — 12 мая 1987)
- Пантелеимон (Долганов) (17 мая 1987 — 27 декабря 1995)
- Тихон (Степанов) (4 февраля 1996 — 20 октября 2010)
- Мануил (Павлов) (20 октября — 24 декабря 2010) в/у, архиепископ Петрозаводский
- Даниил (Доровских) (24 декабря 2010 — 30 сентября 2019)
- Корнилий (Синяев) (с 30 сентября 2019)

## Викариатства
- Кемское (недейств.)
- Пинежское (недейств.)

## Благочиния
Епархия разделена 7 на благочинных округов:
в Архангельске
- Центральное благочиние — 20 приходов
- Северное благочиние — 7 приходов
- Юго-Восточное благочиние — 9 приходов

в области
- Северодвинское благочиние (г. Северодвинск) — 6 приходов
- Приморское благочиние (г. Новодвинск и Приморский район) — 11 приходов
- Холмогорское благочиние (Холмогорский район) — 6 приходов
- Пинежское благочиние (Пинежский район) — 7 приходов

## Монастыри
Мужские
- Антониево-Сийский монастырь в Холмогорском районе
- Артемиево-Веркольский монастырь в селе Веркола Пинежского района

Женские
- Иоанно-Богословский монастырь в деревне Ершовка Приморского района
- Иоанно-Богословский Сурский монастырь в селе Сура Пинежского района

Упразднённые
- Красногорский Богородицкий монастырь (Пинежский район) в 1920 году разорён и закрыт
- Пертоминский Спасо-Преображенский монастырь (посёлок Пертоминск, Приморский район)
- Спасо-Новоприлуцкий монастырь (мужской; Приморский район), закрыт в 1764 году
- Михаило-Архангельский монастырь (мужской; Архангельск)
- Николо-Корельский монастырь (мужской; Северодвинск)
- Холмогорский Успенский монастырь (Холмогоры) в 1920 году закрыт

Также в границах епархии располагается Соловецкий ставропигиальный монастырь.